# Premio Pearl Meister Greengard
El Premio Pearl Meister Greengard es un premio para mujeres científicas en biología otorgado anualmente por la Universidad Rockefeller. 

## Historia
Este  premio fue creado  por el premio Nobel Paul Greengard y su esposa Ursula von Rydingsvard en honor a la madre de Greengard, Pearl Meister Greengard, que murió al darle a luz. Greengard comenzó a  subvencionar el premio en 1998. Al ganar el Premio Nobel de 2000 pudo añadir financiación adicional para la primera edición  del  Premio Pearl Meister Greengard 2004. Es un premio de reconocimiento a científicas excepcionales, ya que, como observó Greengard, "[las mujeres] aún no reciben premios y honores que estén en acorde con sus logros".
El premio incluye una retribución de 100.000 dólares (anteriormente 50.000 dólares).
Tres ganadoras del Premio, Carol Greider, Elizabeth Blackburn y Katalin Karikó, recibieron el Premio Nobel de Fisiología o Medicina. Una de ellas, Jennifer Doudna, recibió el Premio Nobel de Química.

## Galardonadas
- 2004 – Nicole Marthe Le Douarin
- 2005 – Philippa Marrack
- 2006 – María Frances Lyon
- 2007 – Gail R. Martin, Beatrice Mintz, Elizabeth Robertson
- 2008 – Elizabeth Blackburn, Carol Greider, Vicki Lundblad
- 2009 – Suzanne Cory[4]
- 2010 – Janet Rowley y Mary-Claire King
- 2011 – Brenda Milner
- 2012 – Joan Steitz
- 2013 – Huda Y. Zoghbi[5]
- 2014 – Lucy Shapiro
- 2015 – Helen Hobbs
- 2016 – Bonnie Bassler
- 2017 – Joanne Stubbe
- 2018 – Jennifer Doudna
- 2019 – Xiao Wei Zhuang
- 2020 – Joanne Chory
- 2021 – Pamela Björkman
- 2022 – Katalin Karikó
- 2023 – Lily Jan, Eva Marder[6]